# Rue Herman Richir
Pour les articles homonymes, voir Herman et Richir.
La rue Herman Richir (en néerlandais : Herman Richirstraat) est une rue bruxelloise de la commune de Schaerbeek qui va de l'avenue Raymond Foucart au carrefour de l'avenue Charles Gilisquet, de l'avenue Henri Conscience et de la rue du Tilleul en passant par la rue Désiré Desmet.
La numérotation des habitations va de 1 à 31 pour le côté impair, et de 2 à 34 pour le côté pair.
Elle porte le nom d'un peintre et affichiste belge, Herman Richir, né à Ixelles le 4 décembre 1866 et décédé à Uccle le 15 mars 1942.